# Lotzorai
Lotzorai (sardinsky: Lotzorài) je italská obec (comune) v provincii Nuoro v regionu Sardinie. Nachází se ve výšce 11 metrů nad mořem a má přibližně 2 100 obyvatel. Rozloha obce je 16,87 km².